# Gillmeria
Genre
Synonymes
- Gilmeria Tutt 1905[1]

Gillmeria ou Gilmeria est un genre de lépidoptères (papillons) de la famille des Pterophoridae, dans la sous-famille des Pterophorinae et la tribu des Platyptiliini .

## Publication
Le genre a été publié en 1905 par l'entomologiste britannique James William Tutt (1858-1911),.

## Fonctionnalités
Il y a une brosse à écailles à l'avant de la tête. Les palpes sont longs et minces. Les ailes antérieures sont généralement de forme assez pointue et ont des marques peu développées. Le triangle costal n'est indiqué que par quelques petites lignes et points. Sur le bord extérieur de l'aile du troisième lobe de l'aile postérieure, il y a une dent scalène faiblement développée. Les représentants européens du genre Gillmeria atteignent une envergure de 17 à 28 millimètres.
Les lames sont symétriques. La zone basale du saccule est souvent plus large que la zone distale et clairement séparée de celle-ci. Les organes génitaux féminins sont similaires à ceux du genre Platyptilia Weltweit sind gegenwärtig 14 Arten bekannt, von denen fünf Arten auch in Europa vorkommen:

## Distribution
Les représentants du genre Gillmeria sont communs dans l'Holarctique. Un seul spécimen de Gillmeria pallidactyla a été collecté au Brésil.

## Mode de vie
Gillmeria ochrodactyla pond des œufs sur tanaisie. Les plantes alimentaires précédemment connues sont des espèces des genres de tournesol Achillea (achillée millefeuille) et Tanacetum (fleurs sauvages).

## Espèces
Selon GBIF la liste des espèces s'établit aux quatorze suivantes :
- Gillmeria albertae Barnes & Lindsey, 1921
- Gillmeria cuneiformis Hao, Li & Wu, 2005
- Gillmeria fopingensis Hao, Li & Wu, 2005
- Gillmeria fuscata Hao, Li & Wu, 2005
- Gillmeria irakella Amsel, 1959
- Gillmeria macrornis Meyrick, 1930
- Gillmeria melanoschista Fletcher, 1940
- Gillmeria miantodactylus Zeller, 1841
- Gillmeria ochrodactyla Denis & Schiffermüller, 1775
- Gillmeria pallidactyla Haworth, 1811
- Gillmeria rhusiodactyla Fuchs, 1903
- Gillmeria scutata Yano, 1961
- Gillmeria stenoptiloides Filipjev, 1927
- Gillmeria vesta Ustjuzhanin, 1996